# Bosniak (Lanzenreiter)
Bosniaken ist eine Bezeichnung für Reitereinheiten in mehreren Armeen. Die Bezeichnung wurde auch für „irreguläre Reitereinheiten“ genutzt.

## Preußische Armee

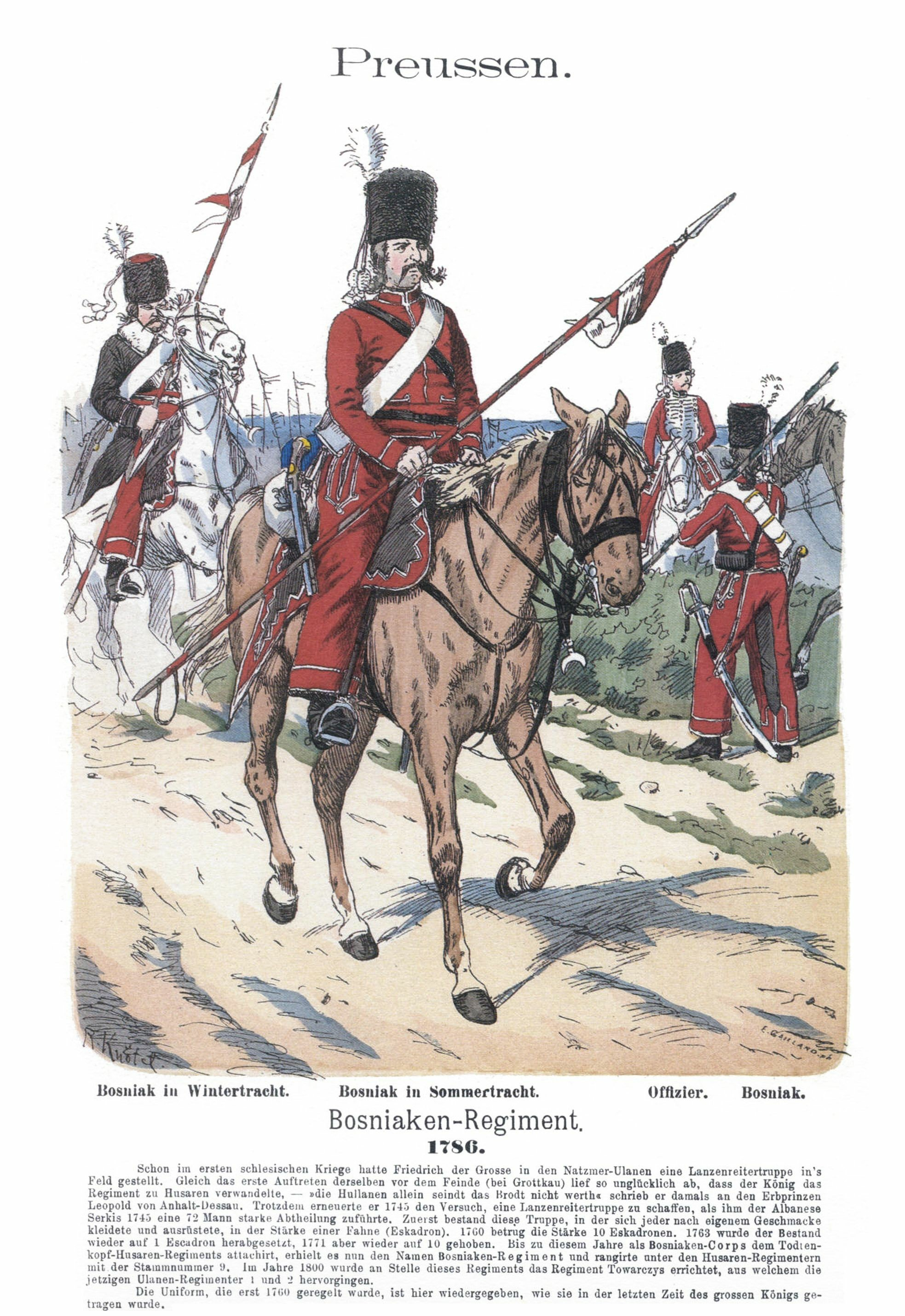
Preußisches Bosniaken-Regiment 1786

### Geschichte
In der preußischen Armee gab es Bosniaken-Lanzenreiter, die seit 1. August 1745 als besondere Abteilung beim Husarenregiment von Ruesch Dienst taten. Im Sommer 1745 desertierte ein gemischter Trupp von 72 Reitern unter der Führung des ehemaligen Edelsteinhändlers Stephan Serkis, ursprünglich Teil eines polnisch-sächsischen Ulanenregiments, vom Kurfürstentum Sachsen und wurde von Preußen angeworben. Serkis war als Finanzier der Truppe vom Auftraggeber, dem Grafen Brühl, nicht ausreichend bezahlt worden und bot aus diesem Grund dem preußischen König seine Dienste an. Friedrich der Große ernannte Serkis zum Rittmeister und sein Trupp bewährte sich schnell im Zweiten Schlesischen Krieg.
Dies war der Kern des späteren Bosniakenregiments. Die Bosniaken trugen eine pittoreske Uniform, die sich schnell an die Husarenuniform anglich und führten als einzige preußische Reiter eine leichte Lanze. 
Die Truppe machte den Siebenjährigen Krieg mit und wurde während dieser Zeit bis auf zehn Eskadronen mit zusammen etwa 1000 Mann verstärkt. Vor allem gegen die auch mit Lanzen ausgestatteten russischen Kosaken waren sie im Einsatz. Auch im Bayerischen Erbfolgekrieg sowie bei den Kämpfen in Polen waren die Bosniaken beteiligt. 1796 wurde das Bosniakenkorps durch Zuteilung eines Tatarenregiments erweitert, das aus ehemaligen polnischen Soldaten bestand.
1800 wurden die Bosniaken in Towarzysz-Regiment umbenannt, um den niederen polnischen Landadel für den Waffendienst zu gewinnen. „Towarzysz“ (polnisch = Standesgenosse, Standesgefährte; Plural: Towarzysze) wurden in der ehemaligen polnischen Kavallerie die adligen Reiter genannt. Jeder von ihnen befehligte einen oder mehrere „Pacholken“ (Pachołek, polnisch = Page, Schildknappe) bzw. „Podzonen“ (Pocztowy, polnisch = Gefolgsmann; Poczet, polnisch = Gefolgschaft), die als Leibburschen dienten, zugleich aber auch Kriegsdienst leisteten. Garnison des Regiments war Lyck.
Die Towarzysze blieben von entehrenden Strafen ausgenommen. Sie gehorchten nur Offizieren, Unteroffiziere bäuerlicher Herkunft galten als nicht ebenbürtig. In der preußischen Kavallerie erhielten Towarzysze doppelten Sold.

### Herkunft
Die ethnische Zusammensetzung der preußischen Bosniaken ist nicht endgültig geklärt. Ursprünglich ging man in der Literatur davon aus, dass diese wegen des Namens alle Bosniaken gewesen seien, also aus Bosnien stammen und ausschließlich oder überwiegend muslimische Bosnier gewesen seien. Spätere Angaben widersprechen dem: Die Truppe von Serkis sei bosnischer, albanischer, türkischer, polnischer und tatarischer Herkunft gewesen oder es seien überhaupt keine Bosnier dabei gewesen. Dafür spricht, dass die Gruppe in der damals polnischen Ukraine angeworben worden ist – in Polen-Litauen nannte man leichte Reiterei aus dem europäischen Teil des Osmanischen Reiches „Bosniaken“. Bosniak war damals der allgemeine militärische Ausdruck für diese Gruppe von Lanzenreitern. Serkis selbst war albanischer oder, wie vereinzelt angegeben, aromunischer Abstammung und nannte seine Reiter angeblich deshalb „Bosniaken“, weil ihm die Bosnier als gute Reiter bekannt waren.

## Andere Armeen
Bosniaken (poln. Bośniacy) gab es auch in der polnischen Armee in der ersten Hälfte des 18. Jahrhunderts. Die Bosniaken führten jedoch ein Randdasein neben den Ulanen, die zur gleichen Zeit Teil des polnischen Militärs waren.
Auch bei den dänischen Husaren werden Bosniaken als Lanzenreiter erwähnt. Dort wurde nach preußischem Vorbild ein Eskadron Lanzenreiter mit ähnlich phantastischen Uniformen ausgerüstet. Die preußischen Bosniaken waren auch Vorbild für die Niederlande, bei der Aufstellung der „bosnischen Ulanen“ (Bosniaques) als Lanzenreiterformation.